# Dvanaesnik
Dvanaesnik (lat. duodenum), duljine cca. 30 cm (što odgovara širini dvanaest palčeva, od kojega i potječe naziv), jest dio čovjekovog probavnog sustava, te prvi od tri dijela tankog crijeva u koga se ulijevaju probavni sokovi jetre i gušterače (pH 5 - 7,5), želuca, te žuč iz žučnog mjehura. Sloj sluznice sadržava probavne žlijezde. U crijevnim resicama krvne i limfe kapilare.
Dvanaesnik dijelimo u tri dijela, gornji dio, silazni dio i donji dio. 
Dijelovi dvanaesnika nepotpuno okružuju glavu gušterače. Gornji dio dvanaesnika nastavlja se vodoravno na pilorus želuca. Čini ga početno proširenje (lat. bulbus duodeni) dugo 2-4cm. Silazni dio dvanaesnika je mjesto gdje glavni žučovod i glavni gušteračni vod izlijevaju svoje sadržaj u probavnu cijev. Donji dio čine vodoravni i uzlazi dio. Uzlazi dio u duodenalnojejunalnom zavoju (lat. flexura duodenojejunalis) prelazi u jejunum. S vrh zavoja odvaja se tanki snop glatkih mišićnih vlakana koji čini suspenzorni mišić dvanaesnika (lat. musculus suspensorius duodeni), poznat kao Treitzov mišić ili Treitzov ligament (naziv dobio po češkom patologu Václavu Treitzu). 
Dvanaesnik je poput ostalih organa probavne cijevi građen od pet slojeva. 
Vanjska ovojnica (lat. tunica serosa) je sloj potrbušnice, ispod kojeg se nalazi sloj rahlog veziva (lat. tela subserosa) subseroza. Najdeblja je mišićna ovojnica koja se sastoji od vanjskog uzdužnog i unutarnjeg kružnog sloja mišićnih niti. Submukoza je rahlo vezivo, a sluznica oblaže lumen dvanaesnika. Sluznicu čine mišićni tanki dio (lat. lamina muscularis mucosae), vezivni dio (lat. lamina propria mucosae), te jednoslojni cilinidrični epitel.
U 5 do 10 % pučanstva na njemu nastaje vrijed (u običnome govoru pogrešno nazivan čir).